# 西尔瓦诺·阿巴
西尔瓦诺·阿巴（義大利語：Silvano Abbà，1911年7月3日—1942年8月24日），意大利男子现代五项运动员。他曾代表意大利参加1936年夏季奥林匹克运动会现代五项比赛，获得一枚铜牌。